# لامپ نیکسی

نمایش عدد از صفر تا ده رقم از یک لامپ نیکسی

لامپ نیکسی (به زبان انگلیسی: Nixie)، یا صفحه نمایش کاتد سرد، یک دستگاه الکترونیکی برای نمایش اعداد یا اطلاعات دیگر با استفاده از تخلیه درخشش نوری در مدار است.
این قطعه قبل از اینکه قطعه سون سگمنت ساخته بشود، در مدارها به کار برده میشد.

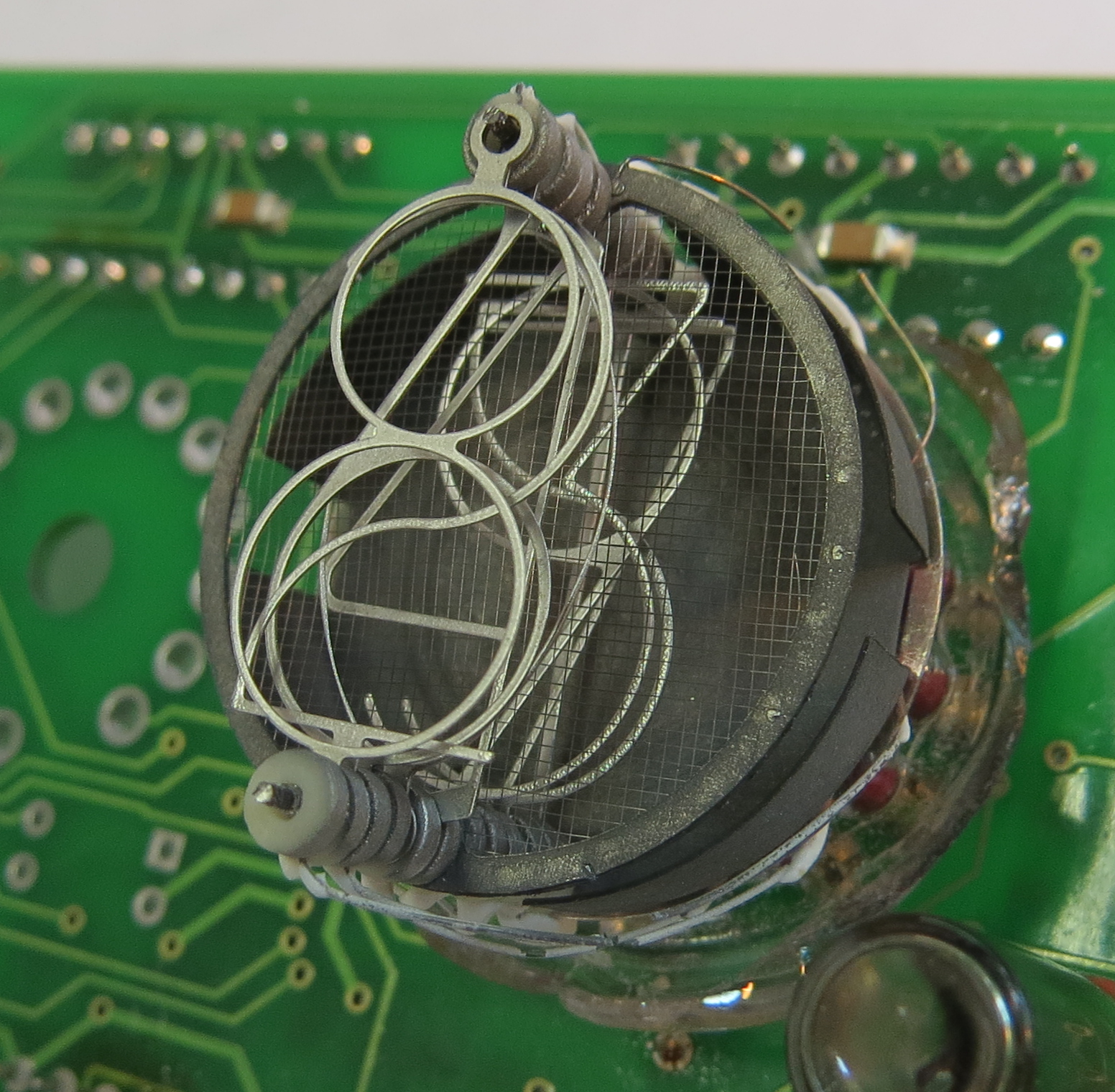
مدار داخل لامپ نیکسی